# Naina Dhaliwal
Naina Dhaliwal (16 de setembro de 1984) é uma modelo e atriz indiana que apareceu em filmes de Bollywood. A mesma venceu o concurso Gladrags Mrs. India em 2004 e representou o seu país no concurso Miss Globo 2005 em Palm Springs, Califórnia.
Nascida e criada em Ludhiana, Punjab, Dhaliwal completou sua educação básica na Escola do Convento Cristão, em Kapurthala, e formou-se em ciências humanas na Faculdade Ramgarhia.

## Filmografia
- Madhoshi (2004)[3]
- Anthony Kaun Hai? (2006)
- www.Love.com (2010)
- Cabaret (2011)
- Amavas (2011)
- Dand — The Punishment (2011)
- Jackpot — The Money Game (2012)